# Halowe Mistrzostwa Europy w Lekkoatletyce 1978 – pchnięcie kulą mężczyzn
Pchnięcie kulą mężczyzn – jedna z konkurencji technicznych rozgrywanych podczas halowych lekkoatletycznych mistrzostw Europy w hali Palasport di San Siro w Mediolanie. Rozegrano od razu finał 12 marca 1978. Zwyciężył reprezentant Finlandii Reijo Ståhlberg. Tytułu zdobytego na poprzednich mistrzostwach nie bronił Hreinn Halldórsson z Islandii.

## Rezultaty
Rozegrano od razu finał, w którym wzięło udział 10 miotaczy.

Opracowano na podstawie materiału źródłowego.
| Poz. | Zawodnik              | Reprezentacja   | Próby | Próby | Próby | Próby | Próby | Próby | Wynik |
| Poz. | Zawodnik              | Reprezentacja   | 1     | 2     | 3     | 4     | 5     | 6     | Wynik |
| ---- | --------------------- | --------------- | ----- | ----- | ----- | ----- | ----- | ----- | ----- |
| 01 ! | Reijo Ståhlberg       | Finlandia       | 18,35 | x     | 19,13 | 20,02 | 20,48 | x     | 20,48 |
| 02 ! | Władysław Komar       | Polska          | x     | 19,47 | x     | 20,16 | 19,60 | x     | 20,16 |
| 03 ! | Geoff Capes           | Wielka Brytania | 19,70 | 20,11 | 19,70 | 19,69 | 20,05 | 19,68 | 20,11 |
| 4.   | Aleksandr Barysznikow | ZSRR            | 19,95 | 19,77 | x     | x     | x     | 16,31 | 19,95 |
| 5.   | Gerd Steines          | RFN             | 18,67 | 19,45 | 19,04 | 19,81 | x     | 19,33 | 19,81 |
| 6.   | Jaroslav Brabec       | Czechosłowacja  | 17,71 | 18,45 | 19,09 | 19,36 | x     | 19,01 | 19,36 |
| 7.   | Marco Montelatici     | Włochy          |       |       |       |       |       |       | 19,27 |
| 8.   | Jean-Pierre Egger     | Szwajcaria      |       |       |       |       |       |       | 19,04 |
| 9.   | Mathias Schmidt       | NRD             |       |       |       |       |       |       | 19,00 |
| 10.  | Angelo Groppelli      | Włochy          |       |       |       |       |       |       | 18,45 |